# あなたに好きと言われたい
「あなたに好きと言われたい」（あなたにすきといわれたい）は、日本の歌手・奥華子の楽曲。2008年11月19日に8枚目のシングルとしてポニーキャニオンからCD盤が発売された。

## 解説
前作「明日咲く花」から約4ヶ月ぶりのリリース。

## 収録曲
- PCCA-02779

| 全作詞・作曲: 奥華子。 |                                             |           |            |          |      |
| #                      | タイトル                                    | 作詞      | 作曲・編曲 | 編曲     | 時間 |
| 1.                     | 「あなたに好きと言われたい」                | 奥華子    | 奥華子     | 佐藤準   | 5:05 |
| 2.                     | 「パノラマの風」                            | 奥華子    | 奥華子     | 奥華子   | 4:46 |
| 3.                     | 「僕のクリスマス」                          | 奥華子    | 奥華子     | 斉藤茂彦 | 4:20 |
| 4.                     | 「あなたに好きと言われたい -Instrumental-」 | 奥華子    | 奥華子     | 佐藤準   | 4:57 |
| 合計時間:              | 合計時間:                                   | 合計時間: | 19:08      |          |      |